# Aulonia
Aulonia este un gen de păianjeni din familia Lycosidae.
Cladograma conform Catalogue of Life:
| Aulonia | \| \| Aulonia albimana \| \| \| \| \| \| Aulonia kratochvili \| \| \| \| |
|         | \| \| Aulonia albimana \| \| \| \| \| \| Aulonia kratochvili \| \| \| \| |
|         | Aulonia albimana                                                         |
|         |                                                                          |
|         | Aulonia kratochvili                                                      |
|         |                                                                          |